# 원스 어폰 어 타임 인 생초리
《원스 어폰 어 타임 인 생초리》는 tvN에서 2010년 11월 5일부터 2011년 3월 18일까지 방영된 드라마로, 《거침없이 하이킥!》과 《지붕뚫고 하이킥!》 시리즈의 제작진이 참여하였다. 시트콤으로도 오해하는 사람들이 많은데, 장르는 시트콤이 아닌 코미디 드라마이다.

## 줄거리
실적이 안 좋은 지점을 시범 케이스로 폐쇄시키지만 직원들은 함부로 자르면 부당해고가 되기 때문에 스스로 나가게 하려고 한적한 시골의 허허벌판에 사무소를 만들어 발령을 내고, 그곳으로 발령받은 증권사 직원들이 미스테리한 마을 주민들과 벌이는 유쾌한 코미디를 그린다.

## 출연진

### 주요 인물
- 하석진 : 조민성 역 - 삼진증권 부장, 냉철하고 논리적인 숫자천재, 월가 출신의 천재 펀드 매니저
- 이영은 : 유은주 역 - 삼진증권 영업부 사원
- 김동윤 : 한지민 역 - 삼진증권 영업부 대리

### 삼진증권 생초리 지점
- 강남길 : 이만수 역 - 지점장
- 조상기 : 최달국 역 - 영업부 차장
- 김경범 : 봉진수 역 - 영업부 대리
- 정지아 : 박민영 역 - 인턴

### 삼진증권 본사
- 김학철 : 박규 역 - 삼진증권 사장
- 배그린 : 박복순 역 - 박규의 딸, 조민성의 애인, 자칭 빅토리아

### 생초리 사람들
- 남보라 : 오나영 역 - 삼진증권 생초리 지점 사환
- 고호경 : 유혜린 역
- 우상전 : 마을이장 역
- 신철진 : 청년회장 역
- 박혜진 : 마을이장의 아내 역
- 홍순창 : 나영의 치매 걸린 아버지 역
- 남정희 : 마을 슈퍼 주인 할머니 역
- 주부진 : 양손에 호미 들고 쫓아오는 할머니 역

### 그 외
- 김양우 : 형사 역
- 서보익 : 형사 역
- 주하성 : 박규의 비서 역
- 윤서현 : 김상경 역 - 강력계 형사로 추리소설 작가라 위장하여 생초리에서 수사중
- 이경영
- 안상태 : 디자이너 역
- 이경우
- 최영신
- 이정아 : 조민성의 동생 조민희 역
- 조은빛
- 신동우 : 어린 이만수 역
- 이해인 : 어린 이만수가 좋아하던 여중생 역
- 최낙현 : 어린 박상중 역
- 장민영 : 박은하 역
- 김하연 : 이만수의 딸 역

### 특별출연
- 최다니엘 : 다니엘 역[1] (8화)
- 윤기원 : 한의사 역[2] (12화)
- 윤시윤 : 박시윤 역 - 박규의 아들[3] (13화)